# جون رايت (لاعب سنوكر)
جون رايت (بالإنجليزية: Jon Wright)‏ هو لاعب سنوكر بريطاني، ولد في 10 أغسطس 1962 في لندن في المملكة المتحدة.

## روابط خارجية
- جون رايت على موقع CueTracker.net (الإنجليزية)